# Puerto Gaitán
Puerto Gaitán là một khu tự quản thuộc tỉnh Meta, Colombia. Thủ phủ của khu tự quản Puerto Gaitán đóng tại Puerto Gaitán Khu tự quản Puerto Gaitán có diện tích 17536 ki lô mét vuông. Đến thời điểm ngày 28 tháng 5 năm 2005, khu tự quản Puerto Gaitán có dân số 15016 người.